# مارينر مارك الثاني

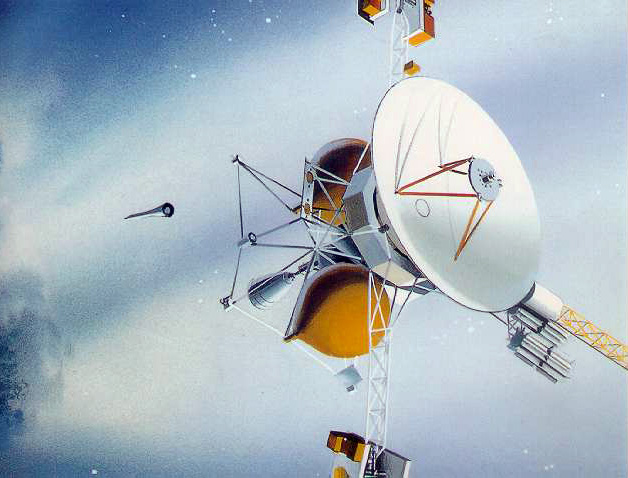
سفينة الفضاء مارينر مارك الثانية

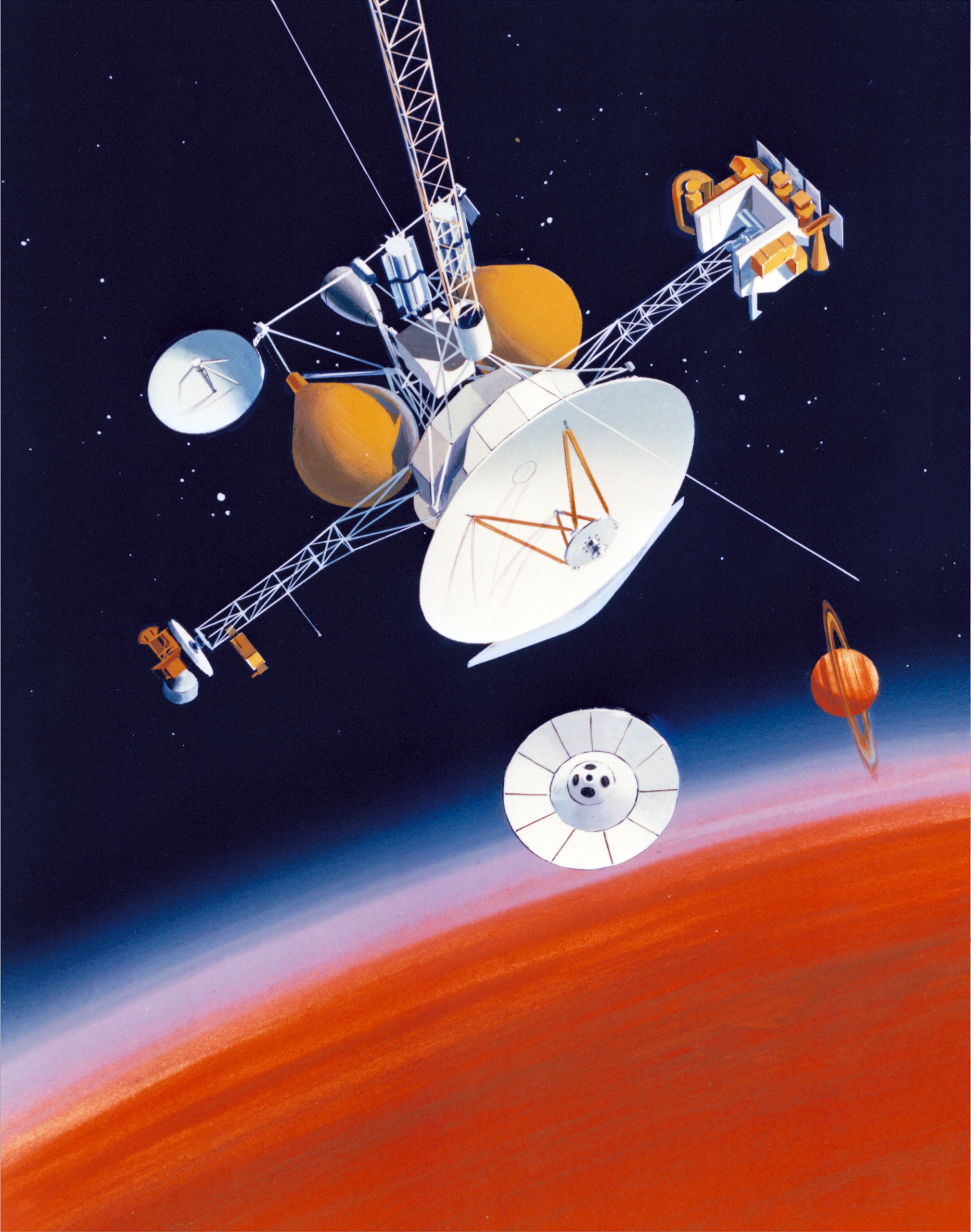
سفينة مارينر مارك الثاني التابع لمشروع كاسيني-هايجنز التابع لوكالة ناسا ووكالة الفضاء الأوروبية ووكالة الفضاء الإيطالية.

مارينر مارك الثاني هو برنامج أشرف على العديد من بعثات المركبات الفضائية غير المأهولة لوكالة ناسا ويهدف لإستكشاف النظام الشمسي الخارجي وكان تحت إشراف وإدارة مختبر الدفع النفاث و المعروف اختصاراً ب JPL في الفترة ما بين عام 1990 حتى عام 2010 .

## الملخص
بعد صرف حوالي مليار دولار على برنامج فلاج شيب في سبعينيات القرن الماضي . إتجهت ناسا للتفكير في إرسال بعثات جديدة للفضاء بتكفله أقل لتسعينيات القرن وما بعدها . وتم بدأ التحضير لبرنامجين عام 1983 لإستكشاف النظام الشمسي وهما برنامج مراقب الكواكب ومارينر مارك الثاني .
كان برنامج مراقب الكواكب جزء من برنامج ديسكفري هو صاحب المركز الثالث في برامج إستكشاف الفضاء الأقل تكلفة وكان يهدف لدراسة النظام الشمسي الداخلي . بينما هدف برنامج مارينر مارك الثاني إلي إستكشاف النظام الشمسي الخارجي .
وتم تصميم مراكب برنامج مارينر مارك الثاني بالتصاميم التقليدية واستخدام أجهزة وبرمجيات العديد من السفن الأخرى مثل فوياجر وجاليليو وذلك لتخفيض ميزانية البعثة . حيث كان المطلوب تخفيض حوالي 400 مليون دولار .
وكان كوكب زحل وقمره تيتان هما وجهه أول بعثتين للبرنامج منهم بعثة كاسيني-هايجنز وتم الموافقة على البرنامج في الكونغرس الأمريكي عام 1990 .
وبدلت وكالة ناسا هذا البرنامج ببرنامج ديسكفري

## وصلات خارجية
- "Assessment of CRAF and Cassini missions" نسخة محفوظة 18 مارس 2009 على موقع واي باك مشين. by Dr. Robert O. Pepin, chair of the Committee on Planetary and Lunar Exploration of the الأكاديمية الوطنية للعلوم, 1988
- "On the CRAF/Cassini Mission" نسخة محفوظة 18 مارس 2009 على موقع واي باك مشين. by DDr. Louis J. Lanzerotti, chair of the Space Studies Board, of the الأكاديمية الوطنية للعلوم, 1992
- "Exploring the Trans-Neptunian Solar System" نسخة محفوظة 18 مارس 2009 على موقع واي باك مشين. National Academy of Sciences